# 嶋本昭三
嶋本 昭三（しまもと しょうぞう、1928年1月22日 - 2013年1月25日）は、日本の芸術家、現代美術家。京都教育大学名誉教授、宝塚造形芸術大学教授、日本障害者芸術協会会長、具体美術協会会員。
長男はジャズトランペッターの嶋本高之（しまもと　たかし、1964年 - ）。二男はバリトン歌手の嶋本晃（しまもと　あきら、1969年 - ）。

## 来歴
大阪府生まれ。関西学院大学文学部卒業。
1954年、戦後日本の現代美術を代表する「具体美術協会」の創立メンバーとなる。「具体」という名の提案者。以降主な具体全展に出品。具体美術展に出展した、瓶詰した絵具を画面上で炸裂させる大砲絵画パフォーマンスや、ヘリコプターよりペイントを落としての絵画制作パフォーマンスなどが有名。
1970年代より「メールアート」と称した年間60か国8000のネットワーク交流によって世界の多くのプロジェクトに参加。国内外で精力的に活動を続け高い評価を得ていた。1976年、前年に結成された「アーティスト・ユニオン」の事務局長に選ばれる。
1998年、アメリカMOCA「戦後の世界展」に世界の四大アーチストの一人に選ばれる。現在も多方面で活躍している、兵庫県の新西宮ヨットハーバーで100年かけてのアートを制作中であった。こちらもクレーンから瓶を投げ落とし作品を制作している。このヨットハーバーでの制作理念は広島・長崎に投下された原爆製造に関わった原子物理学者バーン・ポーターが嶋本を訪れ、「ノーベル平和賞候補」に推薦したときから平和のパワーへの信念を強め、それらの理念から制作を始めた。
また若手アーティスト育成にも力を入れており、アート・アンデンティファイド（AU)を主催していた。イタリアでの活躍が目立っていた事もあり海外における嶋本の評価はかなり高い。兵庫県西宮市にアトリエがある。
2013年1月25日午後5時17分、急性心不全の為、西宮市の病院で死去。85歳没。

## テレビ出演
- 2004年、日産自動車のテレビCMで、嶋本自らクレーンに吊られ上空からペイントの入ったガラス瓶を落下させて制作する絵画パフォーマンスが紹介され話題を呼ぶ。

- 2005年、NHKにんげんドキュメント『オリジナルを突っ走れ〜現代美術家 嶋本昭三』で全国放送の際、「女拓」パフォーマンスが放送され問題になる。モデルは成人女性や、母親と幼い娘の二人組。母子が全裸で抱き合う姿が写された。再放送では大幅に編集が加えられ、女性の乳首はトリミングされ、幼女の裸はカットされた。

## 受賞歴・叙勲歴
- 神戸新聞社平和賞（1968年）
- 毎日新聞社現代美術コンクール賞（1969年）
- 井植記念館文化賞（1995年）
- 紺綬褒章（1999年）

## 主な作品

### 国内
東京都現代美術館、福岡県立美術館、北九州市立博物館、兵庫県立美術館、大阪市現代美術館、大阪府現代美術館、奈良市立博物館、高松市立美術館、芦屋市立美術博物館、宮城県立美術館、静岡県立美術館、岐阜県美術館、大阪市立現代美術館、大阪府立現代美術館、国立国際美術館

### 国外
テートモダンミュージアム（ロンドン）、ローマ国立近代美術館（イタリア・ローマ）、ポンピドゥー・センター（パリ）、カ・ペーサロ美術館（イタリア・ヴェネツィア）、モッラファウンデーション（イタリア・ナポリ）、他多数

## 芸術に関する言
- 「芸術とは、人を驚かせることである」
- 「絵とは絵そらごと」